# SENER
SENER és un grup d'enginyeria espanyol, actiu en diverses branques, entre les que podem trobar l'aviació i l'aeronàutica. Està involucrat en diversos projectes europeus com el Galileo (sistema de posicionament global, com el GPS, pro europeu), Hisdosat, Arianespace, EADS, etc. És membre del clúster aeronàutic BAIE.

## Història
Va ser fundada el 15 de juny de 1956 per l'enginyer naval Enrique de Sendagorta a Bilbao, i va ser la primera enginyeria espanyola dedicada a projectes d'enginyeria naval.
Amb la incorporació del germà del fundador, l'enginyer José Manuel de Sendadorta el 1960, s'expandeixen les activitats cap a la branca de la indústria, plantes de processos, obres marítimes, sector petroquímic i enginyeria civil. Obre una nova oficina a Madrid, destinada sobretot a projectes de la indústria química i processos.
SENER aconsegueix el primer contracte aeroespacial el 1966 en guanyar el concurs per la construcció de la plataforma de llançament de coets de Kiruna (Suècia) per la ESRO, l'antiga agència espacial europea. Durant la mateixa dècada introdueix en el mercat el FORAN (Formes analítiques), que és un programa de CAD/CAE/CAM especial pel disseny i construcció de vaixells. Actualment està implantat en més de 130 drassanes i en les oficines tècniques d'uns 30 països.
Durant els anys setanta la companyia es dedica a les plantes nuclears, i quan es declara la moratòria nuclear, segueix amb altres projectes energètics com plantes de refinament, gasificació de gas natural liquat, generació d'electricitat en cicle combinat i energia tèrmica d'origen solar. Ja l'any 1985 entra en el consorci europeu pel desenvolupament de l'Eurojet EJ200 motor del caça Eurofighter Typhoon, fet que afavoreix la creació de la indústria ITP per la construcció de motors d'aviació i turbines de gas. També en aquest període comença a fer serveis en la branca d'enginyeria de telecomunicacions.
Amb la incorporació de Jorge Sendagorta, fill del propietari, durant l'any 1986, comença el desenvolupament internacional de la companyia. En el període comprés entre 1991 i 1996 es creen diverses seus internacionals i nacionals. En el període següent continua expansionant-se. El 1992 va obrir seu a Catalunya amb projectes com el disseny de la tercera pista de l'aeroport de Barcelona i el d'una planta de purins a Lleida.

## Fets destacats
- 1956 – Fundació del grup.
- 1960 – Expansió d'activitats a més branques, fabricació, sector petroquímic, enginyeria civil i indústria química.
- 1966 – Primera acció en la branca aeroespacial, construcció Rampa de llançament.
- 1970 (aproximadament) – Llançament del programa informàtic FORAN.
- 1971-1985 – Expansió cap a la branca d'energies, nuclear, gas natural, cicle combinat, energia solar tèrmica.
- 1985 – Creació del grup ITP, projecte de motorització del Eurofigther.
- 1984 – Introducció en el sector de telecomunicacions (aproximadament).
- 1991 – Obertura d'oficina en Lisboa, més tard es convertirà en la seu de SENER Portugal.
- 1993 – Després d'haver participat en les obres de Barcelona 92, instal·la una seu a Barcelona de la Divisió SENER Barcelona.
- 1998 – Havent treballat 7 anys en obres d'infraestructures a València, es crea la Divisió SENER València.
- 1996 – Ampliació de la branca de medi ambient, actuant en depuració de purins, tractament de residus sòlids urbans i regeneració d'olis usats.
- 2001 – Creació duna nova branca, destinada al disseny i producció seriada de Sistemes d'Actuació i Control d'armament defensiu i de seguretat, per als mercats de defensa i seguretat, aeronàutica, ciència i medecina.
- 2002 – Inauguració de la seu argentina de la Divisió SENER Argentina, situada en el mateix Buenos Aires
- 2003 – Constitució de la Fundació SENER, destinada a la promoció social, i a la concessió de beques a estudiants dels països de l'est, i Hispanoamèrica.
- 2004 – Obertura d'un nou centre d'investigació i assajos per aeronàutica (control de vol), espai (satèl·lits, naus espacials), propulsió (toveres de motors, control del vector d'empenta), altres productes industrials i electromedecina.
- 2006 – Inauguració de SENER Mèxic a Mèxic D.F. i oficina a Okayama (Japó).
- 2007 – Inauguració de SENER Polònia, a la ciutat de Varsòvia
- 2008 – Constitució de Torresol Energy Investiments, conjuntament amb la companyia Masdar. Inauguració d'oficines en San Francisco (Estats Units), Alger (Algèria), i a Sevilla

- 2009 – Obertura d'oficina a Abu Dhabi. Compra d'enginyeries una espanyola i una altra a Mèxic[8]